# Milica Makoter
Milica Makoter, slovenska patronažna sestra in poslovnica, * ?.
Makoterjeva, ki je bila po izobrazbi patronažna sestra, je leta 1981 skupaj z možem Jankom Makoterjem ustanovila obrt, ki je pozneje prerasla v istoimensko podjetje. 
26. september 1999 je bil Janko Makoter umorjen v spanju, pri čemer je Milica po lastnih navedbah spala. Policija in tožilstvo so jo sumili naročila umora, tako da je preživela v priporu 42 mesecev. Čeprav je bila najprej obsojena, jo je senat Višjega sodišča v Mariboru pod vodstvom sodnika Branka Reismana leta 2006 oprostil.Novembra 2007 je bila dokončno s strani Vrhovnega sodišča Republike Slovenije spoznana za nedolžno. 